# Buckhorn, Novi Meksiko
Buckhorn je popisom određeno mjesto u okrugu Grantu u američkoj saveznoj državi Novom Meksiku. Prema popisu stanovništva SAD 2010. ovdje je živjelo 200 stanovnika.

## Zemljopis
Nalazi se na 32°47′38″N 108°11′03″W / 32.79389°N 108.18417°W. Prema Uredu SAD-a za popis stanovništva, zauzima 12,00 km2 površine, sve suhozemne.